# Синеж (Могилёвская область)
Си́неж (бел. Сінеж) — деревня в составе Новобыховского сельсовета Быховского района Могилёвской области Белоруссии. До 2013 года в составе Нижнетощицкого сельсовета.

## Население
- 1897 год — 19 жителей
- 1909 год — 4 жителя
- 1982 год — 44 жителя
- 2009 год — 11 жителей